# Sonolita
La sonolita es un mineral de la clase de los nesosilicatos, y dentro de esta pertenece al llamado “grupo de la humita”. Fue descubierta en 1963 en la mina Sono de la prefectura de Kioto (Japón), siendo nombrada así por el nombre de la mina.

## Características químicas
Es un silicato hidroxilado de manganeso. Estructura molecular de nesosilicato. El grupo de la humita en que se encuadra son todos silicatos hidroxilados de un metal con impurezas, frecuentemente con flúor.
Es dimorfo con la jerrygibbsita, mineral de igual fórmula química pero que cristaliza en sistema cristalino ortorrómbico en vez del monoclínico de la sonalita.
Además de los elementos de su fórmula, suele llevar como impurezas: flúor, titanio, aluminio, hierro, magnesio, calcio, agua y carbono.

## Formación y yacimientos
Aparece en rocas metamórficas con yacimientos ricos en manganeso.
Suele encontrarse asociado a otros minerales como: rodocrosita, galaxita, pirocroíta, franklinita, willemita, zincita, manganosita, clorita, calcita o tefroíta.